# U2
U2 este o formație irlandeză de rock din Dublin. Înființată în 1976, aceasta este formată din Bono (vocalist și chitarist), The Edge (chitarist, claviaturist, și vocalist), Adam Clayton (basist) și Larry Mullen, Jr. (percuționist). Muzica pe care a cântat-o în perioada de început își trage originile din post-punk, dar a ajuns în cele din urmă să încorporeze influențe din mai multe genuri de muzică pop. De-a lungul întreprinderilor muzicale, cei patru și-au menținut un sunet construit pe muzică instrumentală melodică, scoasă în evidență de sunetul de mare varietate timbrală al chitarei lui The Edge și pe vocea expresivă a lui Bono. Versurile lor, adesea împodobite cu imagistică spirituală, se concentrează pe o tematică personală și socio-politică.
U2 s-a format la Mount Temple Comprehensive School⁠(en)[traduceți] în 1976, pe când membrii ei erau adolescenți cu pricepere muzicală limitată. În patru ani, ei semnaseră un contract cu Island Records și își lansaseră albumul de debut Boy. Până la jumătatea anilor 1980, U2 a devenit o formație de top, de anvergură internațională. Până la albumul din 1987 The Joshua Tree, ei au avut mai mult succes în turnee decât cu vânzarea de albume de studio. Conform revistei Rolling Stone, acest album a ridicat formația de la statutul de „eroi” la cel de „supervedete”. Reacționând la stagnarea muzicală și la criticile adresate imaginii lor și direcției lor muzicale considerate convenționale la sfârșitul anilor 1980, U2 s-au reinventat cu albumul Achtung Baby din 1991, și cu turneul Zoo TV⁠(en)[traduceți]; ei au integrat influențe dance, industriale și de rock alternativ, și au îmbrățișat o imagine autoironică. Experimente similare au continuat tot restul anilor 1990 cu grade diferite de succes. U2 a redobândit succesul critic și comercial în anii 2000 cu discurile All That You Can't Leave Behind (2000) și How to Dismantle an Atomic Bomb (2004), care au stabilit formației un sunet mai convențional și mai mainstream. Turneul lor U2 360°⁠(en)[traduceți] din 2009–2011 a avut cel mai numeros public și cele mai mari încasări din istorie. Mai recent, formația a lansat perechea de albume Songs of Innocence⁠(d) (2014) și Songs of Experience⁠(d) (2017), dintre care primul a fost criticat pentru lansarea agresivă cu gratuitate prin iTunes Store.
U2 a lansat 12 albume de studio și se numără printre cei mai bine vânduți artiști din toate timpurile, vânzând peste 150 de milioane de discuri în toată lumea. Au câștigat 22 de premii Grammy, mai mult decât orice altă formație și, în 2005, au fost introduși în Rock and Roll Hall of Fame în primul an în care au fost eligibili. Rolling Stone a clasat formația U2 pe locul 22 în lista „celor mai mari 100 de artiști din toate timpurile” și a etichetat-o drept „cea mai mare formație din lume”. De-a lungul carierei, ca grup, dar și individual, au dus campanii pentru susținerea drepturilor omului și în scopuri filantropice, între care campanii cu Amnesty International, campania ONE/DATA⁠(en)[traduceți], Product Red⁠(en)[traduceți] și acțiunea Music Rising⁠(en)[traduceți] a lui The Edge.

## Istoric

### Începuturi (1976–1980)
Formația s-a înființat la Dublin la 25 septembrie 1976. Larry Mullen Jr., care atunci avea 14 ani, a dat un anunț pe avizierul școlii gimnaziale la care învăța (Mount Temple Comprehensive School⁠(d)) în care preciza că are nevoie de cântăreți pentru o formație. Șapte adolescenți au participat la primele repetiții din bucătăria lui Mullen. A fost, după cum a spus chiar Mullen, „«Formația Larry Mullen» timp de maxim zece minute, după care a venit Bono și mi-a stricat toate șansele de a fi șeful.” Formația îi avea ca membri pe Mullen care cânta la baterie, Paul Hewson (Bono) care era vocalist, Dave Evans (The Edge) și fratele său, Dik Evans⁠(d), care cântau la chitară, Adam Clayton, un prieten al fraților Evans, la chitară bas și Ivan McCormick și Peter Martin, alți doi prieteni ai lui Mullen. În curând, grupul a decis să se intituleze „Feedback”, unul dintre puținii termeni tehnici pe care îi cunoșteau. Martin, însă, nu s-a mai întors după prima repetiție, iar McCormick a părăsit formația după câteva săptămâni. Mare parte din materialul grupului consta la început din versiuni cover, iar puținul material original scris în primii ani a reprezentat influențe post-punk.
„Nu ne venea să credem. Eu eram cu totul uluit. Nu eram la o vârstă la care să mergem să chefuim, dar tot nu cred că a dormit vreunul [din noi] în acea noapte.... Chiar așa, era așa o mare afirmare să câștigăm concursul acela, deși habar nu am cât de buni am fost sau cum au fost ceilalți concurenți. Dar să câștigăm era în acel moment incredibil de important pentru moral și pentru credința fiecăruia din noi în întregul proiect.” 
În martie 1977, formația și-a schimbat numele în „The Hype”. Dik Evans, care era mai mare, fiind student la universitate, devenise diferit de ceilalți. Restul formației înclina din ce în ce mai mult spre ideea unui ansamblu în patru, iar el a dispărut discret până în martie 1978. Într-un concert de adio la biserica presbiteriană din Howth⁠(d), în care The Hype au cântat coveruri, Dik a ieșit din scenă oficial. Restul de patru membri a încheiat concertul cu materiale originale, sub numele de „U2”. Steve Averill, un muzician punk rock, prieten de familie cu Clayton, sugerase șase nume potențiale, dintre care formația l-a ales pe cel de „U2” din cauza ambiguității și interpretabilității lui, și pentru că era numele care le displăcea cel mai puțin.
În ziua de sfântul Patrick din 1978, U2 a câștigat un concurs din Limerick. Premiul a fost de 500 de lire și timp de studio pentru realizarea unui demo ce urma să fie ascultat de casa de discuri CBS Ireland. A fost un moment important, cel al începutului afirmării pentru formația în devenire. Ei și-au înregistrat primul demo la Studiourile Keystone, din Harcourt Street, Dublin, în aprilie 1978. În mai, Paul McGuinness⁠(d), care fusese prezentat formației de către ziaristul Hot Press Bill Graham, a acceptat să devină managerul formației U2. Primul EP al formației, vândut doar în Irlanda și intitulat Three⁠(d), a apărut în septembrie 1979, fiind primul succes în clasamentele irlandeze. În decembrie 1979, U2 au cântat la Londra, prima dată în străinătate, cu toate că nu s-a bucurat de o atenție deosebită din partea publicului și a criticilor. În februarie 1980, al doilea disc single, „Another Day”, a fost scos sub marca CBS, dar și acesta doar pentru piața irlandeză.

### Boy,OctoberșiWar(1980–1983)
Island Records a semnat un contract cu U2 în martie 1980, iar „11 O'Clock Tick Tock⁠(d)” a devenit primul disc single distribuit internațional în luna mai a aceluiași an. Albumul de debut al formației, produs de Steve Lillywhite⁠(d) și intitulat Boy, a urmat în octombrie și s-a bucurat de recenzii pozitive. Deși versurile lui Bono nu aveau o temă anume și păreau improvizate, un motiv comun al lor îl constituiau visurile și frustrările adolescenței. Albumul cuprinde și primul succes înregistrat de formație în Regatul Unit, „I Will Follow⁠(d)”. După lansarea discului Boy a urmat primul turneu U2 în Europa continentală și în Statele Unite. Deși erau încă necizelate, aceste prime spectacole live au demonstrat potențialul formației U2, criticii observând că Bono era, pe scenă, „carismatic” și „entuziasmat”.
Cel de-al doilea album, October⁠(d), a fost lansat în 1981 și era compus mai ales din piese pe teme spirituale. În timpul înregistrărilor albumului, Bono și The Edge au părăsit grupul din cauza unor conflicte pe subiecte religioase, iar U2 a încetat să existe o perioadă de timp. Bono, The Edge, și Mullen deveniseră membri ai unui grup creștin din Dublin numit Shalom Fellowship, ceea ce i-a făcut să se îndoiască dacă credința creștină și modul de viață al unei formații de muzică rock and roll sunt compatibile. Rezultatul a fost că au părăsit grupul religios și au continuat activitatea muzicală.
Albumul a primit atât recenzii pozitive cât și negative și a fost relativ puțin difuzat la posturile de radio. Nu s-a vândut bine în afara Regatului Unit, ceea ce a pus presiune pe contractul lor cu Island și a forțat formația să se concentreze spre a-și îmbunătăți muzica.
După ce au fost rezolvate îndoielile din perioada October, U2 a lansat albumul War în 1983. Un disc în care formația „a transformat pacifismul însuși într-o cruciadă”, sinceritatea și chitara dură din War au fost puse intenționat în antiteză cu stilul synth-pop din acea vreme. Pe acest album se află piesa pe temă politică „Sunday Bloody Sunday”, în care Bono a încercat să contrasteze evenimentele legate de Bloody Sunday cu Duminica Paștelui. Revista Rolling Stone a scris că acest cântec a arătat că formația este capabilă de a scrie cântece profunde și pline de înțeles. War a fost primul album U2 pe care a apărut o fotografie de Anton Corbijn⁠(d), rămas după aceea principalul fotograf al formației, fiind și cel care a avut o puternică influență asupra imaginii și percepției publice a formației U2. Primul succes comercial al lor, War, a intrat direct pe locul 1 clasamentele de specialitate din Regatul Unit, iar primul single extras de pe el, „New Year's Day⁠(d)”, a fost primul succes al formației în afara Irlandei și a Regatului Unit.

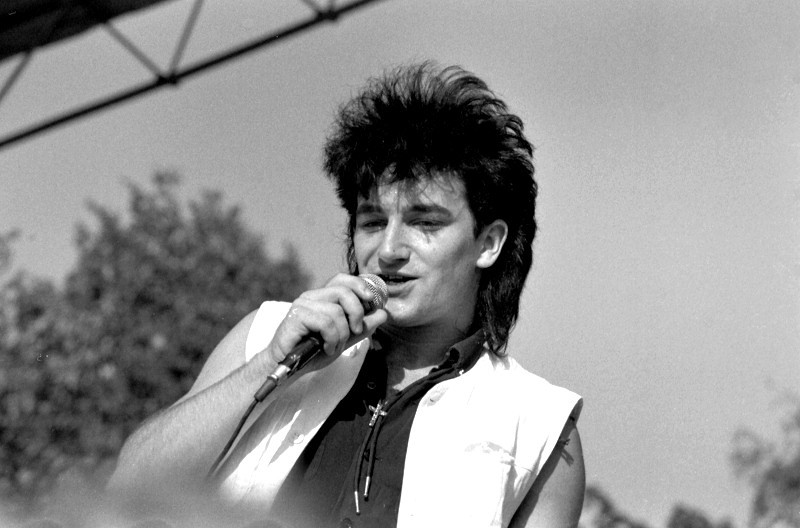
Bono cântând în Norvegia în 1983

În turneul care a urmat, turneu intitulat War Tour⁠(d), formația a cântat în concerte cu casa închisă în Europa continentală și în SUA. Imaginea lui Bono fluturând un mic steag alb în timp ce cânta „Sunday Bloody Sunday” a devenit imaginea simbolică a turneului. U2 a înregistrat albumul live Under a Blood Red Sky⁠(d) în acest turneu și a lansat și o înregistrare video live, ambele fiind preluate extensiv de posturi de radio și de MTV, mărind expunerea publică a formației și consolidând notorietatea acesteia ca formație live. Contractul cu Island Records se apropia de expirare, iar în 1984, U2 a semnat o prelungire mai profitabilă a acestuia. Ei au negociat returnarea drepturilor de autor (astfel încât să fie proprietarii intelectuali ai propriilor lor cântece), o creștere a părții din câștiguri ce le revenea și o îmbunătățire generală a termenilor contractuali, în schimb renunțând la o sumă mai mare plătită inițial.
În iulie 2008, U2 a lansat ediții revizuite și noi ale albumelor Boy, October și War.

### The Unforgettable Fireși Live Aid (1984–1985)
"Știam că lumea era pregătită să-i primească pe urmașii [formației] The Who. Nu aveam de făcut altceva decât să continuăm să facem ce făceam deja și aveam să devenim fără îndoială cea mai mare formație de la Led Zeppelin încoace. Dar simțeam că ceva nu e bine. Simțeam că aveam mai multe dimensiuni decât doar următorul mare nu-știu-ce, că avem de oferit ceva unic.” 
The Unforgettable Fire a fost lansat în 1984. Ambiental și abstract, acest album a reprezentat la acea vreme cea mai profundă schimbare de direcție a formației. Cei patru s-au temut că, după rockul deschis din albumul și turneul War, erau în pericol să devină o „formație rock de stadion, superficială și dependentă de sloganuri”, și de aceea au căutat să experimenteze, după cum își amintește Adam Clayton, „Căutam ceva care era puțin mai serios, mai artistic.” The Edge admira lucrările ambientale și „ciudate” ale lui Brian Eno, care, împreună cu inginerul său Daniel Lanois⁠(d), au acceptat să producă discul. Șeful Island Records Chris Blackwell⁠(d) a încercat la început să-i îndepărteze de acești producători, crezând că tocmai când formația era pe cale să atingă cele mai înalte culmi ale succesului, Eno i-ar fi „îngropat sub un maldăr de prostii avangardiste”.
The Unforgettable Fire are un sunet profund, cu orchestrație amplă. Sub conducerea lui Lanois, tobele lui Larry au devenit mai libere și mai subtile, iar basul lui Adam, mai subliminal; secțiunea de ritm a început să curgă, susținând cântecele. Completând atmosfera sonoră, versurile albumului sunt deschise multor interpretări, aducând ceea ce formația numește „un sentiment foarte vizual”. Recentul interes deosebit al lui Bono pentru ficțiune, filozofie și poezie l-a făcut să realizeze că responsabilitățile sale de textier—față de care până atunci fusese șovăitor—erau de natură poetică. Din cauza unui program de înregistrări încărcat, însă, Bono a simțit că unele cântece cum ar fi „Bad⁠(d)” și „Pride (In the Name of Love)⁠(d)” erau doar niște „schițe” incomplete. „Pride (In the Name of Love)”, un cântec despre Martin Luther King, a fost primul single extras de pe album și a fost cel mai mare succes al lor până în momentul respectiv, devenind și primul care a intrat în topul 40 din SUA.
O mare parte din turneul The Unforgettable Fire a avut loc în arene acoperite, U2 începând să vadă rodul îndelungatei lor lupte de a-și crea un public propriu. Texturile complexe ale noilor înregistrări de studio, cum ar fi „The Unforgettable Fire” și „Bad”, erau greu de transformat în piese de cântat în concerte. O soluție au reprezentat-o secvențiatoarele programate, pe care formația ezitase să le folosească, dar pe care ulterior U2 le-a adoptat pentru majoritatea concertelor. Cântecele de pe albume fuseseră criticate ca fiind „neterminate”, „neclare”, și „lipsite de tematică”, dar au fost mai bine primite de critici când au fost cântate pe scenă.
U2 a participat la concertul Live Aid pentru ajutorarea victimelor foametei din Etiopia, concert ce a avut loc pe Stadionul Wembley în iulie 1985. Apariția lor în acest concert a fost considerată una dintre cele mai memorabile ale spectacolului și un punct de cotitură în cariera formației. În timpul cântecului „Bad”, Bono a sărit de pe scenă să îmbrățișeze un fan și să danseze cu el, arătând milioanelor de telespectatori legătura personală pe care o putea Bono realiza cu publicul. În 1985, revista Rolling Stone a numit U2 „formația anilor '80” scriind că „pentru un număr din ce în ce mai mare de fani ai rock-and-roll-ului, U2 au devenit formația care contează cel mai mult, poate chiar singura formație care contează.”

### The Joshua TreeșiRattle and Hum(1986–1989)
„Frumusețea sălbatică, bogăția culturală, golul spiritual și violența feroce ale Americii sunt explorate cu efect convingător în practic orice aspect al [albumului] The Joshua Tree—în titlu și pe copertă, în împrumuturile din blues și country evidente în muzică ... Într-adevăr, Bono spune că «dezamorsarea mitologiei Americii» este o importantă parte a obiectivului turistic al albumului The Joshua Tree.” 
Motivați de prietenia cu Bob Dylan, Van Morrison⁠(d), și Keith Richards, membrii formației au revenit la rădăcinile muzicii rock, iar Bono s-a concentrat pe calitățile sale de scriitor de cântece și versuri. Realizând „că U2 nu are o tradiție”, formația a explorat muzica blues, country, și gospel americană. În al cincilea lor album, ei au dorit să lucreze în continuare pe atmosfera din The Unforgettable Fire, dar, în loc de melodiile lipsite de densitate de conținut, au căutat un sunet de impact mai mare în contextul disciplinei stricte a structurilor convenționale ale cântecelor. U2 și-a întrerupt sesiunile de înregistrări din 1986 pentru a cânta în cadrul turneului A Conspiracy of Hope al organizației Amnesty International, dar, în loc de a le fi distras atenția, turneul a adăugat un plus de intensitate și forță muzicii lor. În călătoriile efectuate în 1986 în San Salvador și în Nicaragua, Bono a văzut necazurile țăranilor agresați în cadrul conflictelor interne supuse intervențiilor politice americane. Această experiență a devenit o influență centrală asupra muzicii noi a formației. Cei patru au dorit o muzică ce dă o senzație de localizare, o calitate „cinematică”; muzica și versurile albumului se inspiră din imaginile create de scriitorii americani ale căror cărți le citiseră membrii formației.

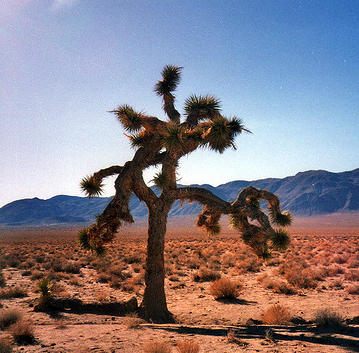
Arborele lui Iosua care apare pe coperta albumului The Joshua Tree

The Joshua Tree a fost lansat în martie 1987 și juxtapune antipatia față de America peste profunda fascinație a formației pentru această țară, spațiile sale largi, libertatea, și ceea ce reprezintă ea. A devenit albumul cel mai rapid vândut din istoria topurilor britanice, și a fost pe locul întâi timp de nouă săptămâni în Statele Unite. El a adus formației U2 primele două premii Grammy, pentru albumul anului și pentru cea mai bună interpretare a unui duo sau a unei formații cu voce. Primele două single-uri de pe album, „boleroul rock & roll” „With or Without You” și gospelul ritmat „I Still Haven't Found What I'm Looking For”, au ajuns rapid pe primul loc în SUA. U2 a devenit a patra formație rock care a apărut pe coperta revistei Time, după The Beatles, The Band⁠(d), și The Who, revista denumind U2 „Rock's Hottest Ticket” („cel mai fierbinte bilet al rockului”). Albumul a adus U2 un nou grad de succes și este considerat de revista Rolling Stone unul din cele mai reușite albume rock din istorie. Turneul The Joshua Tree Tour⁠(d) a fost primul în care formația a cântat de mai multe ori pe stadioane și în același timp și în săli mai mici.
Documentarul Rattle and Hum conține imagini înregistrate în timpul turneului The Joshua Tree Tour, iar albumul dublu cu același nume conține nouă piese de studio și șase melodii live de U2. Lansat în magazine și în cinematografe în octombrie 1988, albumul și filmul se doreau un omagiu adus muzicii americane. Filmul include piese înregistrate la studiourile Sun Records din Memphis și melodii cântate împreună cu Bob Dylan și B. B. King. În pofida unei primiri pozitive din partea fanilor, Rattle and Hum a primit atât recenzii pozitive, cât și negative din partea criticilor de muzică și film; un redactor Rolling Stone a vorbit despre „emoția” albumului, dar altul l-a descris ca fiind „bombastic și greșit direcționat”. Regizorul filmului, Phil Joanou⁠(d), l-a descris ca „un aspect exagerat de pretențios al formației U2”. Mare parte din noul material folosit la album a fost cântat în turneul Lovetown Tour⁠(d) din 1989, care a constat în primul rând din concerte date în Australia și în Europa. Marcat de un sentiment de stagnare muzicală, Bono a anunțat la un concert cu ocazia finalului deceniului că U2 a ajuns la finalul unei ere și că acum trebuia să „...plecăm și să încercăm să visăm totul din nou”.

### Achtung Baby, Zoo TV, șiZooropa(1990–1993)
„Cuvintele intens vehiculate despre acest disc au fost trashy, throwaway, negru, sexy, și industrial (toate bune) pe de o parte, și cinstit, politicos, dulce, corect, rockist și liniar (toate rele). Era bine dacă un cântec te ducea într-o călătorie sau te făcea să crezi că e stricat aparatul, era rău dacă îți amintea de studiourile de înregistrare sau de U2...” 
Marcați de criticile primite de Rattle and Hum, cei patru au operat o schimbare calculată în sens muzical și tematic, cea mai dramatică de la The Unforgettable Fire. Căutând inspirație în ajunul reunificării Germaniei, au început să lucreze la al șaptelea album de studio, Achtung Baby, la Studiourile Hansa⁠(en)[traduceți] din Berlin în octombrie 1990 cu producătorii Daniel Lanois și Brian Eno. Ședințele de înregistrare erau pline de conflicte, membrii formației certându-se pe tema direcției muzicale și pe cea a calității materialului. În timp ce Clayton și Mullen preferau un sunet similar cu cel practicat anterior de U2, Bono și The Edge s-au inspirat din muzica industrială și din muzica dance electronică europene și au susținut o schimbare. Săptămânile de tensiune și de încetineală în progres au dus formația în pragul dezmembrării până când au reușit un progres important înregistrând piesa „One”. S-au întors în Dublin în 1991, unde moralul s-a ameliorat și a fost terminat în majoritate albumul.
Achtung Baby a fost lansat în noiembrie 1991. Albumul a reprezentat o schimbare calculată în tematică și în stilul muzical; a fost una dintre cele mai dramatice schimbări de la The Unforgettable Fire. Din punct de vedere sonor, discul a incorporat influențe din rockul alternativ, din muzica dance și din cea industrială de la acea vreme, formația denumit această distanțare muzicală „patru oameni cu topoare retezând the Joshua Tree”. Din punct de vedere tematic, era un disc mai introspectiv și mai personal; a fost mai sumbru, dar uneori mai exuberant decât discurile anterioare ale formației. Din punct de vedere comercial și critic, a fost unul dintre cele mai de succes albume ale grupului. A produs cinci single-uri de mare succes, între care „The Fly⁠(en)[traduceți]”, „Mysterious Ways⁠(en)[traduceți]”, și „One”, și a constituit o componentă esențială a procesului de reinventare a formației, de la începutul anilor 1990. Ca și The Joshua Tree, numeroase publicații au citat discul ca fiind unul dintre cele mai bune ale genului rock.

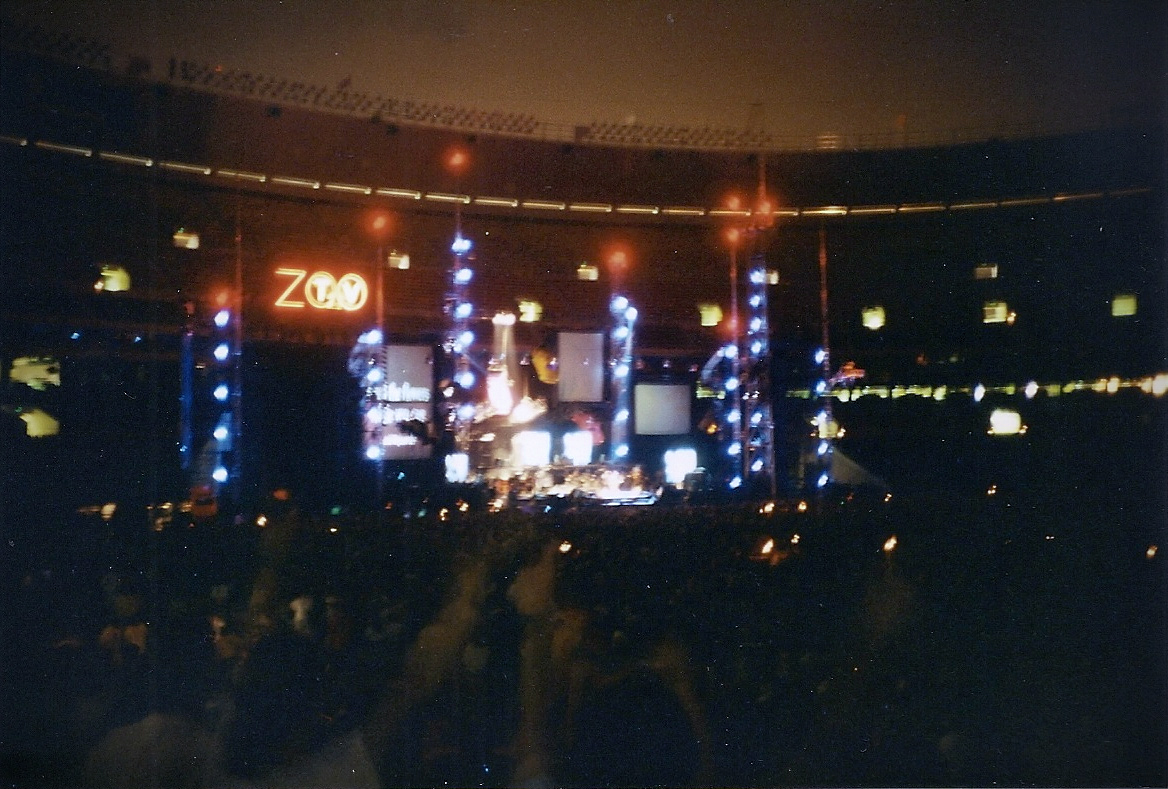
Turneul Zoo TV a fost un eveniment multimedia-intensiv, cu o scenă ce folosea zeci de ecrane video.

Ca și Achtung Baby, Turneul Zoo TV⁠(en)[traduceți] din 1992–1993 a fost o ruptură fără echivoc de trecutul formației. Spre deosebire de decorurile austere ale turneelor anterioare, Zoo TV a fost un eveniment multimedia cu o logistică elaborată. El satiriza natura intruzivă a televiziunii și ceața de știri, divertisment și publicitate pe care o generează, încercând să inducă publicului o „supraîncărcare senzorială”. Scena conținea ecrane video mari pe care se prezentau efecte vizuale, clipuri aleatoare din cultura pop și texte ce clipeau. Deși U2 erau cunoscuți pentru concertele lor consistente în anii 1980, cele din Zoo TV erau intenționat ironice și autozeflemitoare; pe scenă, Bono interpreta mai multe personaje caricaturale, cum ar fi „Musca”, „Omul-Minge de oglinzi” și „MacPhisto”. Se dădeau telefoane în glumă președintelui Bush, Națiunilor Unite, și cu alte asemenea destinații. Legăturile în direct prin satelit către orașul Sarajevo răvășit de război⁠(en)[traduceți] au produs controverse.
Înregistrat și lansat rapid într-o pauză a turneului Zoo TV la jumătatea lui 1993, albumul Zooropa a reluat multe din temele din Achtung Baby și din turneul Zoo TV. Deși inițial formația intenționa ca albumul să fie doar un EP, până la urmă Zooropa a fost extins într-un album LP complet. El a reprezentat o îndepărtare și mai mare de stilul albumelor mai vechi, influențate de muzica techno și abundând de alte efecte electronice. În ton cu această profundă schimbare de stil, Bono a lăsat microfonul pentru ultima melodie de pe Zooropa, și l-a invitat pe Johnny Cash să cânte „The Wanderer⁠(d)”. Majoritatea cântecelor au fost cântate cel puțin o dată în timpul turneului în 1993, turneu compus din concerte în Europa, Australia, Noua Zeelandă și Japonia.

### Passengers,Pop, și PopMart (1995–1998)
În 1995, U2 a lansat un album experimental intitulat Original Soundtracks 1⁠(d). Brian Eno, producător a trei dintre albumele anterioare, a contribuit din plin, inclusiv scriind versuri și cântând. Din acest motiv, și mai ales din cauza naturii de experiment a albumului, formația a decis să-l lanseze sub semnătura „Passengers” pentru a-l distinge de albumele U2 convenționale. Din punct de vedere comercial, a trecut neobservat, prin comparație cu alte albume, și a primit în general critici negative. Totuși, single-ul „Miss Sarajevo⁠(d)”, cu Luciano Pavarotti, cântec pe care Bono îl consideră a fi una din piesele U2 preferate, a fost un succes.
„Nu este suficient să scrii niște versuri excelente; nu ajunge să ai o idee bună sau ceva care atrage, multe lucruri trebuie să meargă laolaltă, și apoi trebuie și tu să poți să te disciplinezi și să te prezinți bine. Albumului acestuia trebuie să-i facem o remixare, să-l aducem înapoi la ceea ce voiam noi la început...” 
Pe albumul Pop din 1997, U2 a continuat să experimenteze; șabloanele muzicale repetitive, programarea muzicală, secvențierea ritmului și eșantionarea au furnizat mare parte din ritmurile grele și sincopate de dance. Lansat în martie, albumul a debutat ca numărul unu în 35 de țări, și a fost în general apreciat de critici, Rolling Stone, de exemplu, scriind că U2 au „sfidat neșansa și au compus una din cele mai bune realizări din viața lor”. Alții au simțit că albumul a fost o mare dezamăgire, iar vânzările au fost slabe prin comparație cu alte albume U2. Formația s-a grăbit să termine albumul la timp pentru turneul planificat dinainte, iar Bono a recunoscut că albumul „nu a comunicat în felul în care ar fi trebuit”.

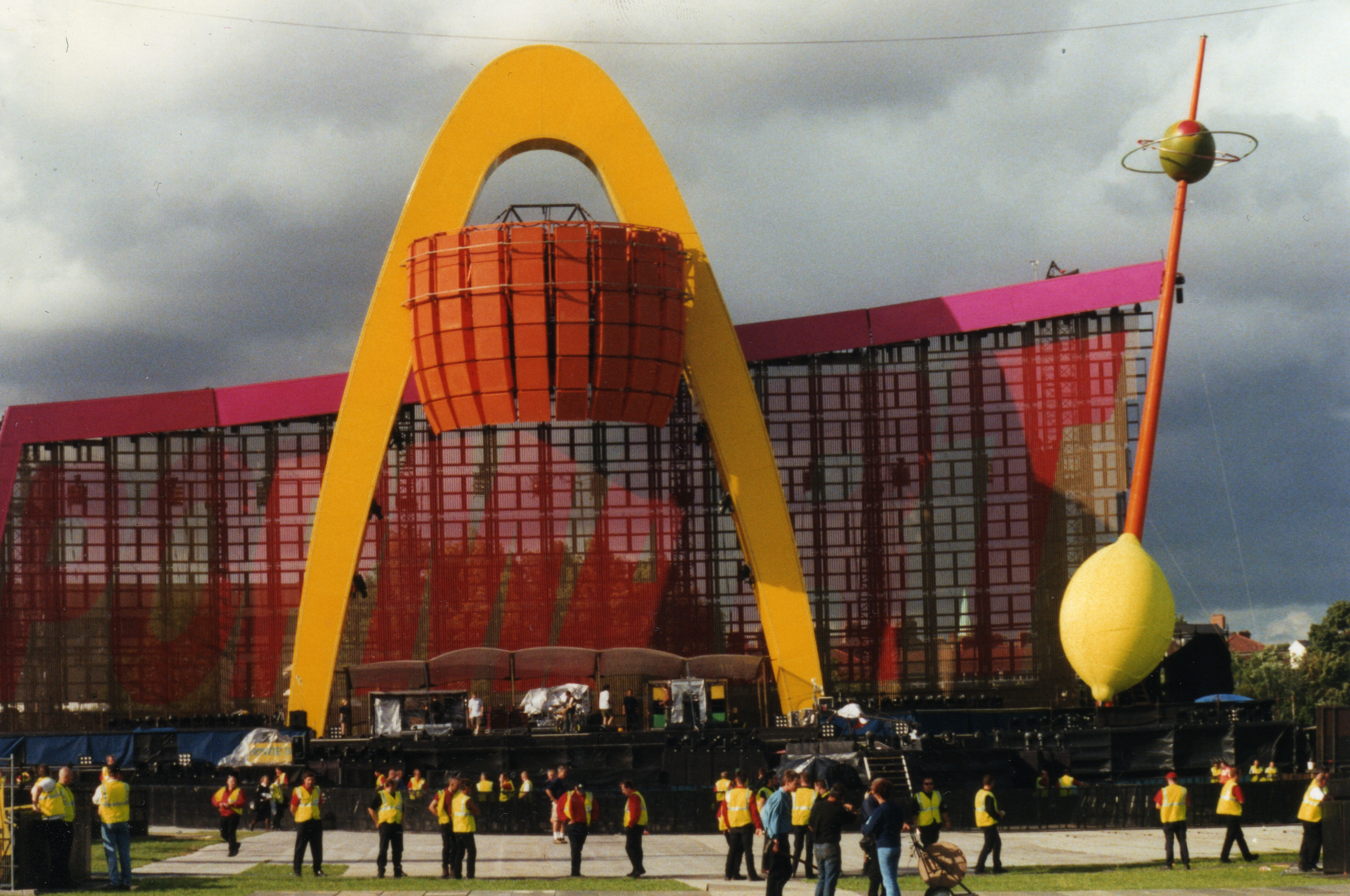
Scena folosită în en cu un arc auriu, o lămâie-glob de oglinzi și cel mai mare ecran cu leduri din lume de la acea vreme.

Turneul ce a urmat, PopMart, a început în aprilie 1997. Ca și Zoo TV, a avut influențe publicitare și a avut intenția de a transmite un mesaj sarcastic celor care îi acuzau pe U2 de comercialism. Scena cuprindea o arcadă aurie de 30 m (asemănătoare cu logoul McDonald's), un ecran video cu lungimea de 45 m, și o minge cu oglinzi de 12 m în formă de lămâie. Strategia aceasta, însă, nu i-a satisfăcut pe mulți care au fost derutați de noua imagine kitsch și de decorurile complexe. Întârzierea producției albumului Pop a însemnat reducerea timpului pentru repetiții, iar concertele din prima parte a turneului au avut de suferit. Concertul cel mai important al turneului a fost cel din Sarajevo unde U2 a fost prima formație importantă care a cântat după războiul din Bosnia. Larry Mullen, Jr. a descris concertul ca „o experiență pe care nu o voi uita toată viața, și dacă aș fi stat în formație 20 de ani doar ca să cânt în acel concert, cred că ar fi meritat.” La o lună după încheierea turneului PopMart, U2 au apărut în episodul 200 din serialul The Simpsons, „Trash of the Titans⁠(d)”, în care Homer Simpson perturba un concert PopMart.

### Încercarea de a redeveni cea mai bună formație din lume (2000–2006)

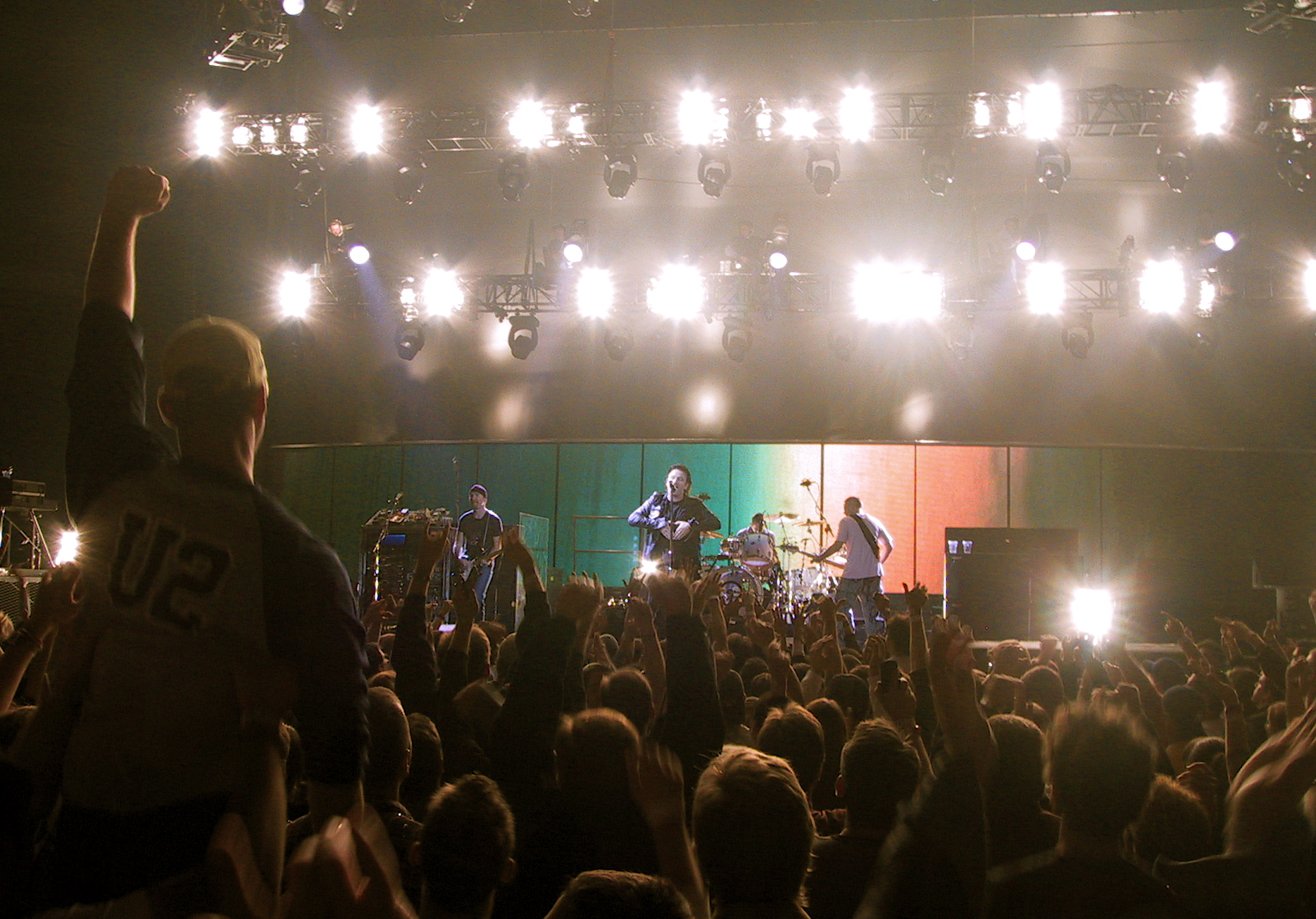
U2 în turneul Elevation la Kansas City, 2001

În urma primirii relativ proaste a lui Pop, U2 a declarat cu mai multe ocazii că „încercau să redevină cea mai bună formație din lume”. După 2000, formația a urmat un sunet mai tradițional, păstrând influențe din explorările muzicale anterioare. All That You Can't Leave Behind a fost lansat în octombrie 2000 și a însemnat revenirea alături de producătorii Brian Eno și Daniel Lanois. Albumul a fost considerat de mulți dintre cei care nu fuseseră convinși de experimentele din anii 1990 ca fiind o întoarcere la reușitele de altădată, Rolling Stone scriind că acesta este „a treia capodoperă” a lui U2, după The Joshua Tree și Achtung Baby. Albumul a debutat pe primul loc în clasamentele din 22 de țări și single-ul de succes, „Beautiful Day⁠(d)”, a primit trei premii Grammy. Celelalte discuri single extrase de pe album, „Walk On”, „Elevation”, și „Stuck in a Moment You Can't Get Out Of⁠(d)” au câștigat și ele premii Grammy.
În cadrul turneului Elevation, U2 a cântat în decoruri mai restrânse, întorcându-se în săli după un deceniu de concerte pe stadioane. O scenă în formă de inimă și o rampă au permis o apropiere mai mare de public. În urma atacurilor de la 11 septembrie 2001, rezonanța noului album a crescut. În octombrie, U2 a cântat într-o serie de concerte cu casa închisă la Madison Square Garden în New York City. În interviurile ulterioare, Bono și The Edge au spus despre aceste concerte din New York că au fost cele mai memorabile și emoționante spectacole ale lor. La începutul lui 2002, U2 a cântat în pauza meciului Super Bowl XXXVI⁠(d).
Următorul album de studio al formației, How to Dismantle an Atomic Bomb, a fost lansat la 22 noiembrie 2004. Din punct de vedere al sunetului, formația căuta un rock mai puternic decât cel din All That You Can't Leave Behind. Tematic, Bono afirmă că „multe dintre cântece sunt laude aduse naivității, o respingere a cunoașterii”. Primul single, „Vertigo”, a apărut într-o reclamă des difuzată la Apple iPod, simultan cu lansarea unei ediții speciale de iPod U2 și a unei colecții U2 pe iTunes⁠(d). Albumul a debutat pe primul loc în clasamentul din SUA, unde vânzările din prima săptămână au fost de două ori mai mari ca cele ale albumului All That You Can't Leave Behind și a stabilit un record al formației. Afirmând că albumul era o tentativă de a deveni unul din cele mai bune trei albume, Bono a spus: „nu sunt cântece slabe. Dar ca album, întregul nu este mai bun decât suma părților sale, și asta mă enervează la culme.” Utilizând decoruri similare cu cele alte turneului anterior, lista de piese interpretate în concertele turneului Vertigo a variat mai mult de la un concert la altul decât în cazul oricărui alt turneu U2 de după Lovetown, și a conținut cântece care nu mai fuseseră cântate de la începutul anilor 1980. Ca și turneul anterior, Elevation, turneul Vertigo a fost un succes comercial. Albumul și single-urile de pe el au câștigat premii Grammy în toate cele opt categorii la care a fost nominalizată formația U2, iar în 2005, Bruce Springsteen a introdus U2 în Rock and Roll Hall of Fame.
În august 2006, formația și-a transferat o parte din operațiuni în Olanda, la două luni după ce Irlanda a stabilit suma maximă de scutire de impozite pentru artiști la 250.000 euro. După 2006, formația a scris și înregistrat material nou, inițial împreună cu Rick Rubin, și mai recent cu Brian Eno și Daniel Lanois. Al doisprezecelea album de studio al formației a fost lansat în 2009, și a fost descris drept „cântat de mână, dar și electro”. Bono a afirmat că sesiunile prezintă o distanțare reală de temele ultimelor două albume, cu „influențe trance”, iar Lanois a spus că albumul va forța limitele arenei sunetului ca și Achtung Baby cu ani în urmă. Un film 3D, U2 3D⁠(d), filmat la nouă concerte în turneul Vertigo, a fost lansat la 23 ianuarie 2008. La 31 martie 2008, s-a confirmat că U2 a semnat un contract pe 12 ani cu Live Nation în valoare de aproximativ 100 de milioane de dolari. Contractul implică controlul de către Live Nation asupra obiectelor promoționale ale formației, sponsorilor și site-ului web oficial.

### No Line on the Horizonși turneul U2 360° (2006–prezent)

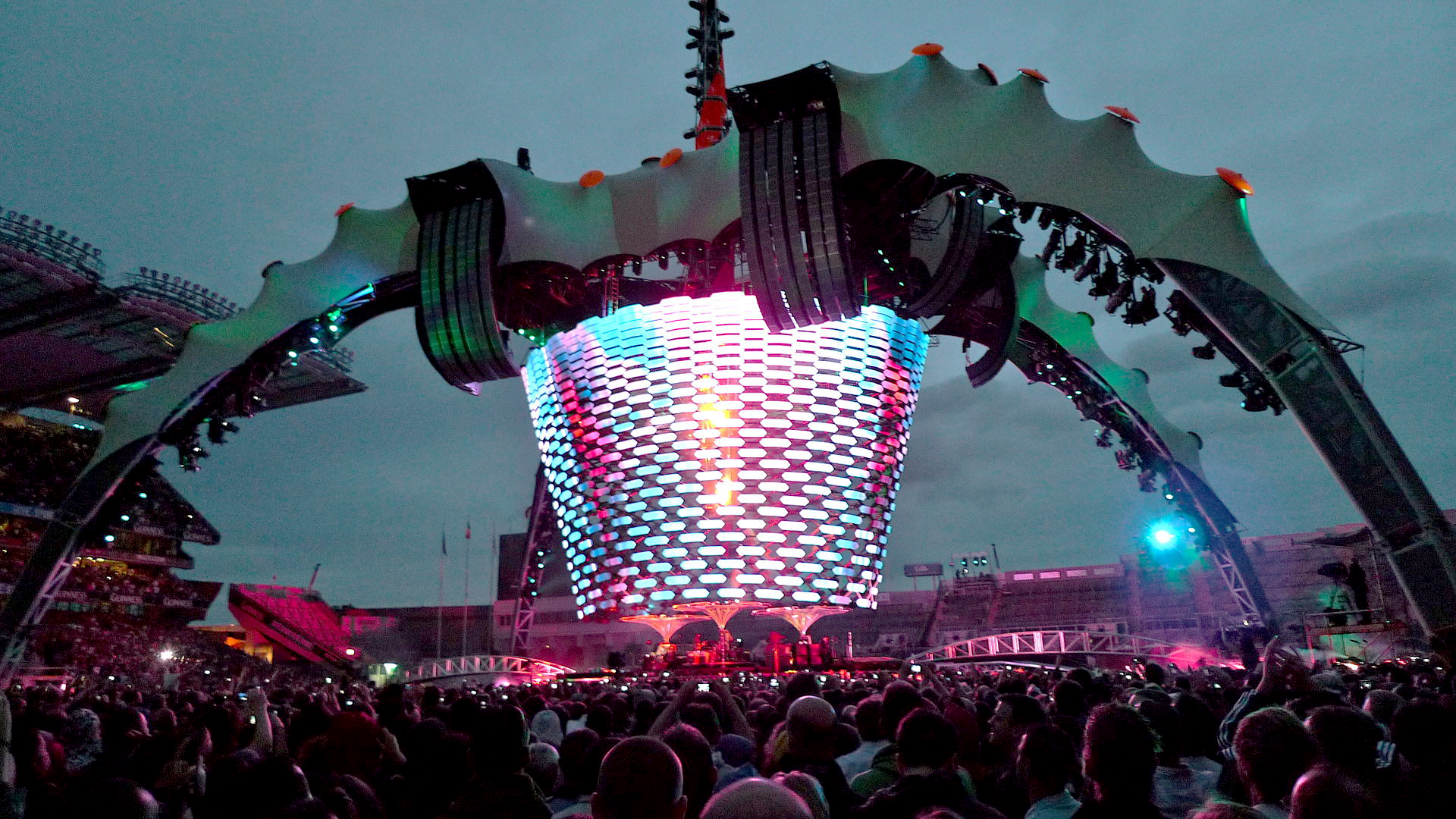
Structura scenei din turneul U2 360°, cea mai mare construită vreodată, permitea o dispunere a locurilor publicului în 360 de grade.

Formația a început să lucreze la al doisprezecelea album, intitulat No Line on the Horizon (Nicio linie la orizont) în 2006, scriind și înregistrând la început cu producătorul Rick Rubin, dar materialul a fost lăsat deoparte. Formația a ales apoi să reia scrierea și înregistrarea albumului cu producătorii Daniel Lanois și Brian Eno în 2007. În timpul sesiunilor de înregistrare, la 31 martie 2008, s-a confirmat că U2 a semnat un contract pe 12 ani cu Live Nation, în valoare de aproximativ 100 de milioane de dolari (50 de milioane de lire), contract ce permite Live Nation să controleze sponsorizările, produsele promoționale și website-ul oficial al formației.
După 16 luni în studio, U2 a terminat lucrul la No Line on the Horizon în decembrie 2008, și acesta a fost lansat la 2 martie 2009, Get on Your Boots⁠(d) fiind primul single extras de pe album. Într-o recenzie publicată în revista Rolling Stone, David Fricke a acordat albumului 5 stele din 5 și l-a denumit „cel mai bun de la Achtung Baby din 1991”.
Într-un interviu publicat la 15 februarie 2009 și acordat lui Sean O'Hagan de la The Guardian, Bono a afirmat că U2 va mai lansa un album până la sfârșitul anului, album intitulat provizoriu Songs of Ascent, și format din material înregistrat în timpul lucrului la No Line on the Horizon. Bono spune că va fi „un album mai meditativ pe teme de pelerinaj”.
În 2009, formația a pornit în turneul U2 360°⁠(en)[traduceți]. Spectacolele au avut parte de cea mai mare scenă de concert folosită vreodată de formație, structură poreclită „the Claw” (gheara), și de o configurație scenă/locuri pentru spectatori în format de 360 de grade, care a permis fanilor să înconjoare scena din toate părțile. Turneul a cuprins reprezentații pe stadioanele europene și nord-americane în 2009. La sfârșitul anului, Rolling Stone a numit formația U2 într-o listă de opt „artiști ai deceniului”. Turneele i-au pus pe locul al doilea în lista totală de încasări din concerte, după Rolling Stones, deși U2 a avut un număr de spectatori semnificativ mai mare. U2 a fost singura formație din top 25 al turneelor din anii 2000, care a vândut toate biletele la toate concertele. U2 a reluat turneul 360° în 2010 cu apariții în Europa, în Australia și în Noua Zeelandă. Apariția la Festivalul Glastonbury 2010⁠(en)[traduceți] și concertele din America de Nord din acel an au fost însă amânate din cauza unei accidentări grave a lui Bono la spate. Aceste reprezentații au fost reprogramate în 2011, după părțile din America de Sud și din Africa de Sud ale turneului. Când a luat sfârșit în iulie 2011, U2 360° stabilise recorduri pentru cel mai bine vândut turneu de concerte cu 736 milioane de dolari din vânzări de bilete, și pentru cel mai urmărit turneu, cu peste 7,2 milioane de bilete vândute.

### Songs of Innocenceși turneul Innocence + Experience (2011–2015)

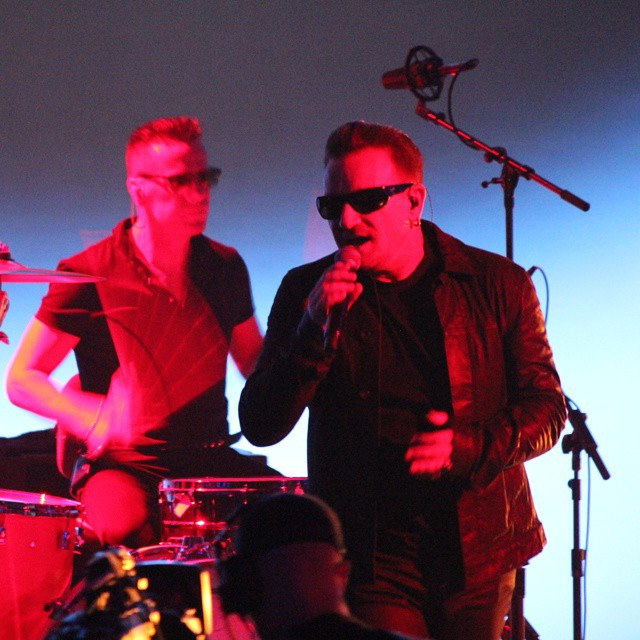
U2 cântând la lansarea de produs Apple la care s-a anunțat albumul ' în septembrie 2014

Pe parcursul Turneului 360°, formația a lucrat la mai multe proiecte de album, inclusiv: un album de rock tradițional produs de Danger Mouse⁠(d); un disc dance produs de RedOne și will.i.am; și la Songs of Ascent. Acesta din urmă nu a fost însă terminat într-o manieră satisfăcătoare pentru formație, și în decembrie 2011, Clayton a recunoscut că nu va mai ajunge să fie lansat. Sesiunile cu Danger Mouse au format, în schimb, baza pentru următorul album U2, care a lucrat cu acesta până în mai 2013 înainte de a-i angaja pe producătorii Paul Epworth⁠(d), Ryan Tedder, Declan Gaffney, și Flood. Formația a suspendat lucrul la album spre sfârșitul lui 2013 pentru a contribui cu un nou cântec, „Ordinary Love⁠(d)”, la filmul Mandela: Long Walk to Freedom⁠(d). Această piesă, scrisă în cinstea lui Nelson Mandela, a câștigat în 2014 Globul de Aur pentru cel mai bun cântec original. În noiembrie 2013, Paul McGuinness, manager al formației U2 de multă vreme, s-a retras din acest post în contextul unei înțelegeri cu Live Nation care implica achiziția firmei lui de management, Principle Management. Locul lui McGuinness, care fusese manager al formației de peste 30 de ani, a fost luat de Guy Oseary⁠(d). În februarie 2014, un alt nou cântec U2, single-ul „Invisible⁠(d)”, a debutat într-o reclamă televizată la Super Bowl⁠(d) și a fost pusă la dispoziție pentru descărcare pe iTunes Store gratuit pentru a lansa parteneriatul cu Product Red⁠(d) și Bank of America împotriva SIDA. Bono a spus despre piesă că este un sneak preview al viitorului album.
La 9 septembrie 2014, U2 a apărut la un eveniment de lansare de produs al firmei Apple pentru a face anunțul-surpriză⁠(d) al celui de al treisprezecelea album de studio al lor, Songs of Innocence⁠(d). L-au lansat digital în aceeași zi gratuit pentru toți clienții iTunes Store, făcându-l disponibil pentru peste 500 de milioane de oameni în ceea ce CEO-ul Apple Tim Cook a denumit „cea mai mare lansare de album din toate timpurile”. S-a afirmat că Apple ar fi plătit Universal Music Group și U2 cu o sumă forfetară pentru o perioadă de exclusivitate de cinci săptămâni în care să distribuie albumul și că a cheltuit 100 de milioane de dolari pe o campanie promoțională. Songs of Innocence evocă anii de tinerețe ai membrilor formației, petrecuți în Irlanda, cu referiri la experiențe din copilărie, la iubiri și pierderi, aducând și un omagiu surselor de inspirație muzicală. Bono l-a descris drept „cel mai personal album pe care l-am compus”. Discul a primit recenzii amestecate și a atras critici pentru strategia de lansare digitală; a fost automat adăugat la conturile utilizatorilor iTunes, ceea ce pentru mulți a declanșat o descărcare neaprobată pe dispozitivele lor electronice. Chris Richards de la The Washington Post a spus că lansarea a fost „rock-and-roll drept junk mail distopic”. Turul de presă al formației pe marginea lansării albumului a fost întrerupt după ce Bono s-a accidentat grav într-un accident de bicicletă în Central Park pe 16 noiembrie 2014. El a suferit fracturi ale omoplatului, humerusului, orbitei, și degetului mic, și o vreme nu s-a știut dacă va mai putea vreodată să cânte la chitară.

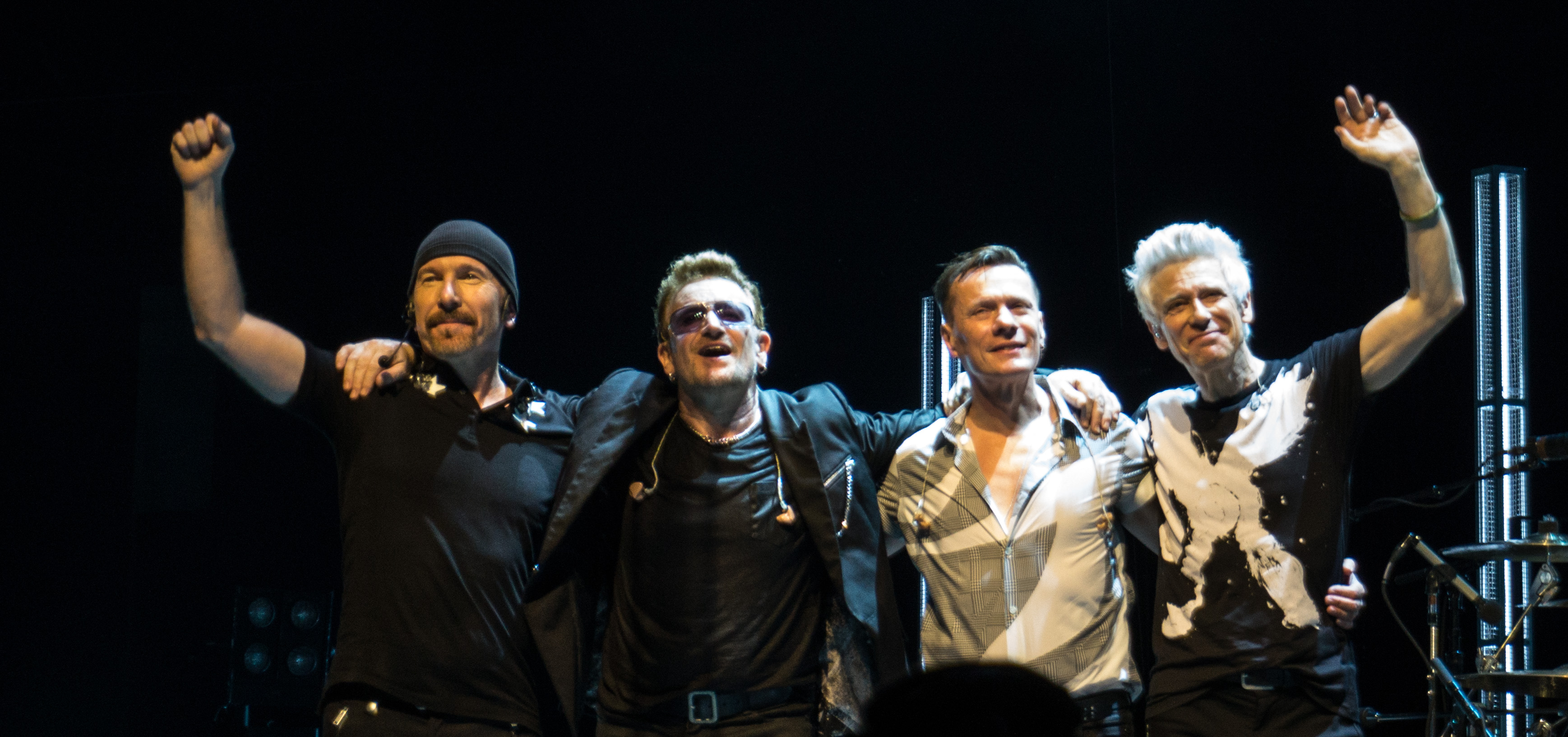
U2 ies la un bis la un concert din din (de la dreapta la stânga): the Edge, Bono, Mullen, Clayton

După recuperarea lui Bono, U2 s-a angajat în Turneul Innocence + Experience⁠(d) în mai 2015, vizitând arene din America de Nord și Europa din mai până în decembrie. Grupul și-a structurat concertele în jurul unei slab închegate narațiuni autobiografice despre cum „inocența” se transformă în „experiență”, cu o listă fixă de cântece pentru prima jumătate a fiecărui concert și cu a doua jumătate care varia, cele două fiind despărțite de o pauză—o premieră în concertele U2. Scena se întindea pe toată lungimea locului unde se ținea spectacolul și cuprindea trei secțiuni: o scenă principală dreptunghiulară, o scenă B⁠(d) circulară mai mică, și o punte de legătură între cele două. Elementul central al decorului era un ecran video cu două fețe, lung de 29 m cu un catwalk interior, care permitea membrilor formației să se producă în mijlocul proiecțiilor video. Sistemul audio al lui U2 a fost mutat pe tavanul spațiilor de spectacol și aranjat în oval, în speranța de a ameliora acustica prin distribuirea omogenă a sunetului prin toată arena. În total, turneul a obținut 152,2 milioane de dolari din 1,29 milioane de bilete vândute. Ultima reprezentație din turneu, unul dintre cele două concerte de la Paris, reprogramat din cauza atacurilor teroriste din 13 noiembrie 2015 din acel oraș, a fost filmat și distribuit, sub titlul Innocence + Experience: Live in Paris⁠(d), de televiziunea americană HBO.

### Turneele aniversareThe Joshua TreeșiSongs of Experience(2016–2019)
În 2016, U2 a lucrat la următorul album de studio, Songs of Experience⁠(d), care urma să fie o continuare pentru Songs of Innocence. Formația terminase în cea mai mare parte albumul la sfârșitul anului și intenționa să-l lanseze în trimestrul al patrulea, dar, după o basculare a politicii globale într-o direcție conservatoare, marcată de referendumul pentru Brexit și de alegerile prezidențiale din SUA din 2016, au ales să amâne lansarea și să-i reevalueze tonul. Formația a mai stat o vreme să rescrie unele versuri, să rearanjeze⁠(d) și să remixeze cântece, și să urmeze stiluri diferite de producție.

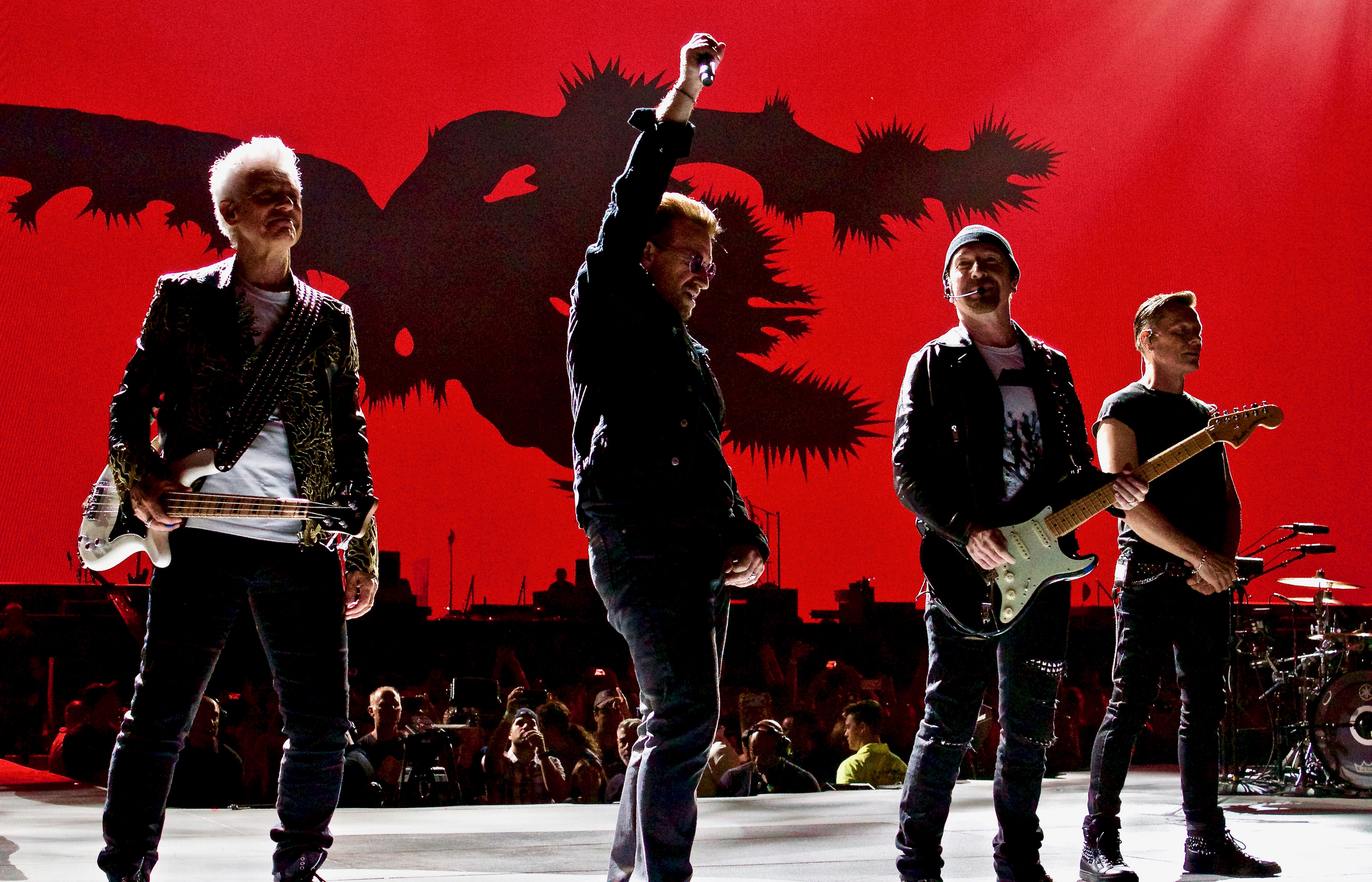
a aniversat 30 de ani de la lansarea discului eponim. A fost turneul cu cele mai mari venituri obținute în acel an, cu 316 milioane de dolari.

U2 a efectuat în 2017 un turneu⁠(d) de aniversare a 30 de ani de la lansarea The Joshua Tree, în fiecare concert fiind interpretat întregul album. A fost prima dată când formația a ținut un turneu de promovare a unui album din catalogul lor mai vechi, și nu a unei noi lansări. The Edge a făcut referire la aceleași evenimente mondiale care au determinat formația să amâne Songs of Experience când vorbea despre ceea ce el considera o rezonanță înnoită a subiectelor tratate în The Joshua Tree și despre motivele pentru care l-au revizitat. Scena turneului avea un ecran video de 7.6K⁠(d), ce măsura 61 × 14 m care a fost, după cum arăta The Guardian, ecranul cel mai mare și cu cea mai mare rezoluție folosit vreodată la un concert de turneu. Turneul a inclus o apariție ca spectacol principal la Festivalul de Muzică Bonnaroo⁠(d) în iunie. Turneul a adus încasări de peste 316 milioane de dolari din peste 2,7 milioane de bilete vândute, el fiind turneul cu cel mai mare venit din tot anul.
Songs of Experience a fost lansat la 1 decembrie 2017. Primul single, „You're the Best Thing About Me⁠(d)”, este unul din numeroasele cântece de pe album care sunt scrisori adresate de Bono unor oameni și unor locuri apropiate inimii lui. Natura personal a a versurilor reflectă o „întâlnire cu mortalitatea” pe care a avut-o el în timpul înregistrării albumului. În 2018, formația a pornit în Turneul Experience + Innocence⁠(d), început la Tulsa, Oklahoma, la 2 mai 2018. El a adus venituri de 126,2 milioane de dolari din vânzarea a 924.000 de bilete, conform Billboard.
Turneul aniversar de concerte U2 Joshua Tree a vizitat Oceania și Asia în 2019⁠(d), marcând primele concerte ale formației în Australia și Noua Zeelandă de după Turneul 360° din 2010, și primele producții în Coreea de Sud, Singapore, India și Filipine. Formația a lansat un nou single, „Ahimsa”, împreună cu muzicianul indian A.R. Rahman, pentru a-și promova concertul din India, ținut în decembrie. Concertele din 2019 au adus 73,8 milioane de dolari formației și au vândut 567.000 de bilete, aducând totalul cumulativ al turneelor aniversare Joshua Tree la 390,8 milioane din 3,3 milioane de bilete vândute.

## Stilul muzical

### Instrumentele

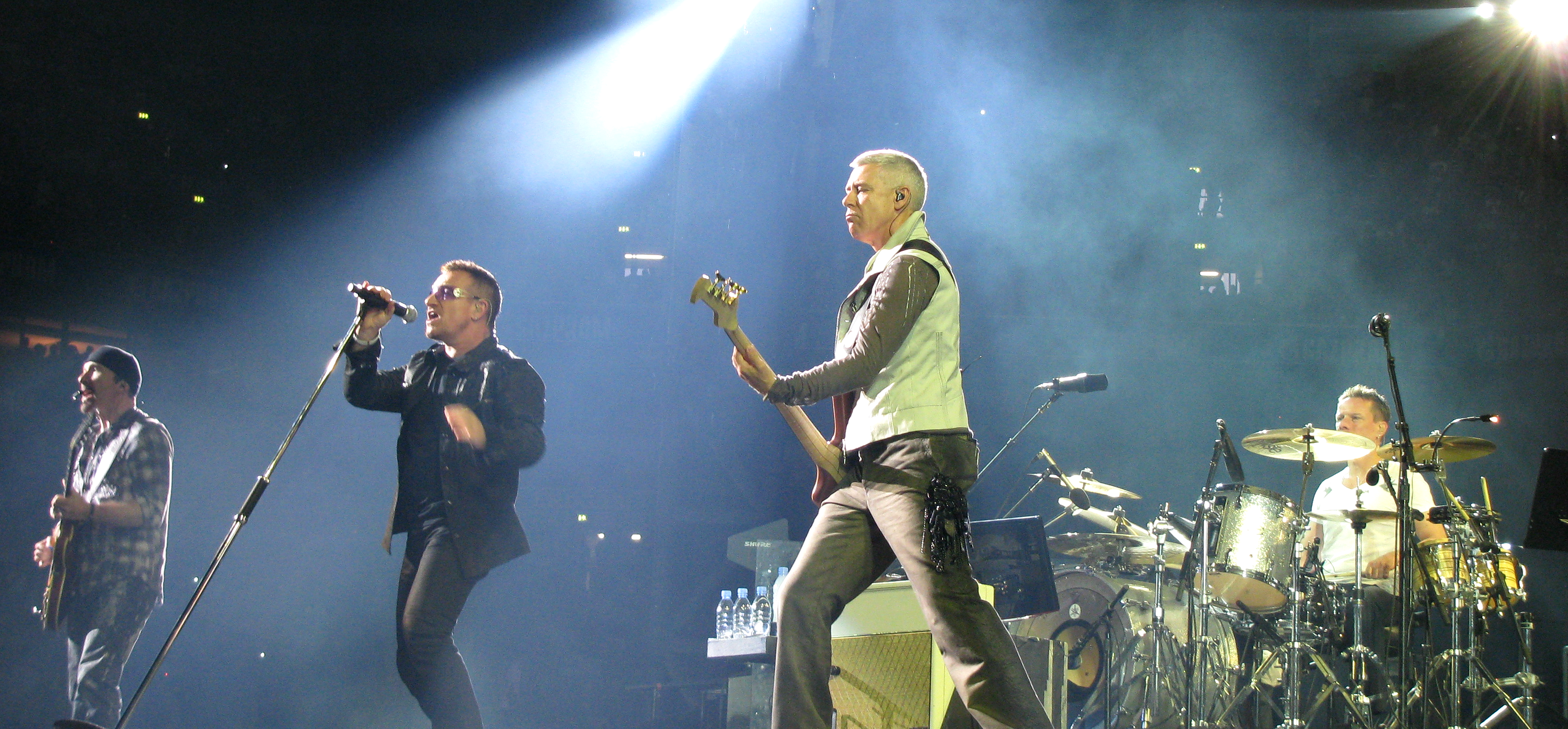
U2 cântând în 2009. The Edge a descris U2 drept o formație fundamental live.

De la formare, U2 și-au dezvoltat și menținut un sunet ușor de recunoscut, cu accent pe bucățile instrumentale melodice și pe bucățile vocale expresive. Această abordare își are rădăcinile, parțial, în influența inițială din partea producătorului de discuri Steve Lillywhite⁠(d), influență venită într-o vreme când formația nu era cunoscută pentru prodigiozitatea muzicală. The Edge a utilizat în mod consistent un ecou ritmic și un ecou artificial inconfundabil cuplat cu un Burdon⁠(d) de influență irlandeză pe melodiile sale sincopate care creează un sunet ambiental bine-definit. Bono și-a cultivat vocea de cap⁠(d) și a prezentat o sensibilă înclinație lirică spre subiecte sociale, politice și personale, păstrând un nivel grandios al compoziției. În plus, The Edge a descris U2 ca o formație esențialmente live.
În pofida acestor linii generale consistente, U2 au introdus noi elemente în repertoriul lor muzical la fiecare nou album. Sunetul U2 din perioada de început a fost influențat de formații ca Television și Joy Division, și au fost descriși ca având „o senzație de euforie” ce a rezultat din „chitara radiantă” a lui The Edge și „vocea arzătoare” a lui Bono. Sunetul U2 a început din rădăcinile post-punk și din bucățile instrumentale simple și minimaliste de pe Boy și October, dar a evoluat după albumul War incluzând aspecte de funk și dance, devenind mai versatil și agresiv. Cele două albume au fost etichetate ca „solide și asertive” de Rolling Stone, influențate în mare măsură de producția lui Lillywhite. The Unforgettable Fire, care începe cu The Edge cântând mai mult la claviatură decât la chitară, și următorul album, The Joshua Tree, i-au avut la cârmă pe Brian Eno și Daniel Lanois⁠(d). În urma influenței acestora, ambele albume au primit o „textură diversă”. Cântecele de pe The Joshua Tree și Rattle and Hum au pus mai mult accent pe ritmurile inspirate de Lanois, amestecând stiluri distincte și variate de gospel și muzică blues, ce reieșea din fascinația formației față de America, de cultura și poporul acesteia. În anii 1990, U2 s-au reinventat, începând să folosească sintetizatoare, distorsiunea, și ritmurile electronice preluată din muzica alternativă, dance sau chiar hip-hop pe Achtung Baby, Zooropa și Pop. Anii 2000 i-au găsit pe U2 revenind la un sunet simplu și la un ritm tradițional, folosind pe scară mai restrânsă sintetizatoarele și efectele speciale.

### Versurile și tematica
Comentariul social și politic, adesea îmbogățit cu imagistică spirituală, religioasă creștină, reprezintă un aspect major al conținutului versurilor U2. Cântece ca „Sunday Bloody Sunday” și „Mothers of the Disappeared⁠(d)” au fost inspirate din evenimentele vremii. Primul este despre frământările din Irlanda de Nord, iar al doilea se referă la lupta mamelor ai căror copii fuseseră răpiți și uciși în timpul dictaturii militare din Argentina, începută în 1976.
Conflictele personale ale lui Bono și problemele familiale au colorat cântece ca „Mofo⁠(d)”, „Tomorrow” și „Kite⁠(d)”. Dorul și rugămintea sunt un alt motiv frecvent, în cântece ca „Yahweh⁠(d)”, „Peace on Earth”, și „Please”. Pierderea și tristețea, combinate cu speranța și perseverența, motive centrale în The Joshua Tree, au inspirat mare parte din compoziția U2. Aceste idei au fost amplificate și de experiențele personale ale lui Bono și ale formației din tinerețea lor petrecută în Irlanda, ca și de activismul lui Bono din perioada sa de maturitate. U2 s-au folosit de turnee, cum ar fi Zoo TV și PopMart, pentru a caricaturiza moda socială, cum ar fi supraîncărcarea mass-media și respectiv consumerismul.
În timp ce formația și fanii săi afirmă adesea natura politică a muzicii lor, versurile și muzica U2 au fost criticate ca apolitice din cauză că sunt vagi, au o imagistică neclară și le lipsesc referințele directe la persoane.

### Influențe
Formația citează drept surse de inspirație pe The Who, The Clash, Ramones, The Beatles, Joy Division, Siouxsie & the Banshees și Patti Smith. Van Morrison⁠(d) a fost și el citat de Bono ca influență și influența sa asupra U2 este arătată și de Rock and Roll Hall of Fame. Alți muzicieni și formații, cum ar fi Snow Patrol⁠(d), The Fray⁠(d), OneRepublic, Coldplay, The Academy Is...⁠(d), The Killers, Your Vegas⁠(d) și Angels & Airwaves au fost influențate de U2. Versiuni cover ale cântecelor U2 au fost realizate de Our Lady Peace⁠(d), Mary J. Blige, Johnny Cash, The Chimes⁠(d), Joe Cocker, Pearl Jam, James Blunt, tobyMac, Darlene Zschech⁠(d), Pet Shop Boys, Ignite⁠(d), The Smashing Pumpkins, Keane, Pillar, Hikaru Utada⁠(d), Dream Theater, Sepultura, Saul Williams⁠(d), The Living End⁠(d), The Upper Room, Funeral for a Friend⁠(d) și The Bravery. U2 au lucrat și au avut relații de colaborare cu numeroși artiști, printre care se numără Johnny Cash, Green Day, Leonard Cohen, Bruce Springsteen, B.B. King, Luciano Pavarotti, Bob Dylan, Elvis Costello⁠(d), Wim Wenders, R.E.M., Salman Rushdie, și Anton Corbijn⁠(d).

## Campanii și activism

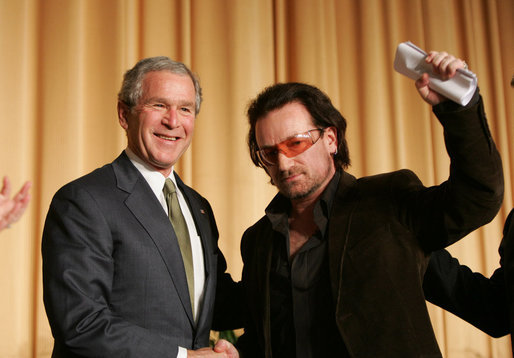
Bono cu președintele american George W. Bush în 2006

De la începutul anilor 1980, membrii U2—împreună, dar și fiecare separat—au colaborat cu alți muzicieni, artiști, celebrități și politicieni pentru a trata problemele sărăciei, bolilor și nedreptăților sociale.
În 1984, Bono și Adam Clayton au participat la Band Aid⁠(d), cu scopul de a strânge bani pentru atenuarea efectelor foametei din Etiopia. Inițiativa a produs single-ul „Do They Know It's Christmas?⁠(d)”, care a fost prima colaborare între U2 și Bob Geldof. În iulie 1985, U2 a cântat la Live Aid, o continuare a eforturilor Band Aid. Mai târziu, Bono și soția sa Ali au vizitat, la invitația World Vision, Etiopia, unde au văzut efectele foametei de acolo. Bono avea să spună după aceea că această vizită a pus bazele campaniilor lui pentru Africa și a fost o sursă de inspirație pentru unele cântece.
În 1986, U2 a participat la turneul A Conspiracy of Hope⁠(d) pentru susținerea Amnesty International și la Self Aid⁠(d) pentru șomajul în Irlanda. În același an, Bono și Ali Hewson au călătorit și în Nicaragua și El Salvador la invitația mișcării Sanctuary, și au văzut efectele războiului civil din El Salvador. Aceste evenimente din 1986 au influențat puternic albumul The Joshua Tree, care era în curs de înregistrare la acea vreme.
În 1992, formația a participat la concertul „Stop Sellafield⁠(d)”, organizat de Greenpeace, în timpul turneului Zoo TV. Evenimentele din Sarajevo din timpul conflictului din Bosnia au inspirat cântecul „Miss Sarajevo⁠(d)”, care a fost lansat în septembrie 1995 la un spectacol Pavarotti and Friends, și pe care Bono și The Edge l-au cântat la War Child⁠(d). Formația și-a ținut promisiunea făcută în 1993 de a cânta la Sarajevo. Concertul a făcut parte din turneul PopMart din 1997. În 1998, au cântat în Belfast cu câteva zile înainte de votarea Acordului de la Belfast, aducând liderii politici irlandezi David Trimble și John Hume pe scenă pentru a promova acest acord. În același an, toate profiturile obținute din lansarea single-ului „Sweetest Thing⁠(d)” au fost investite în proiectul Copiii Cernobîlului.

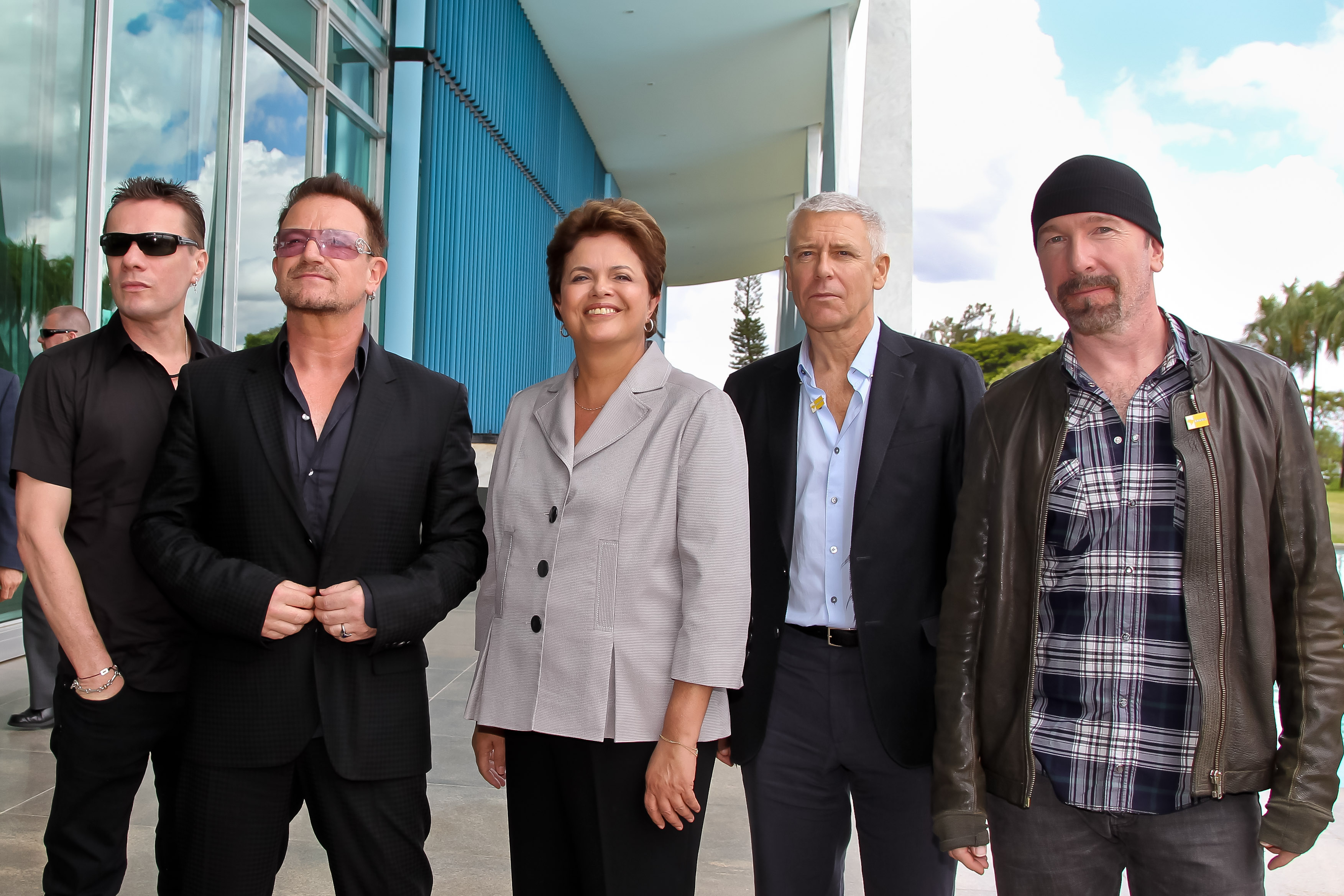
U2 cu președintele Braziliei, Dilma Rousseff în 2011 (de la stânga la dreapta): Mullen, Bono, Rousseff, Clayton și The Edge

În 2001, formația a dedicat cântecul „Walk On” liderului pro-democrat din Birmania Aung San Suu Kyi. Spre sfârșitul lui 2003, Bono și The Edge au participat la seria de concerte 46664 din Africa de Sud, pentru organizate de Nelson Mandela. Formația a cântat la concertul Live 8 din 2005 în Londra. Formația, împreună cu managerul Paul McGuinness au primit de la Amnesty International premiul Ambasadorii Conștiinței pentru promovarea drepturilor omului.
După 2000, campaniile lui Bono au inclus Jubilee 2000⁠(d) împreună cu Bob Geldof, Muhammad Ali, și alții, proiect de promovare a anulării datoriilor țărilor din lumea a treia. În ianuarie 2002, Bono a participat la fondarea organizației non-guvernamentale multinaționale DATA⁠(d), cu scopul de a îmbunătăți situația socială, politică și financiară a Africii. Și-a continuat campaniile pentru combaterea HIV/SIDA și pentru anularea datoriilor în iunie 2002 făcând vizite în Africa.
Product Red⁠(d), o marcă din 2006 prin care s-a încercat strângerea de bani pentru Fondul Global pentru Luptă împotriva SIDA, Tuberculozei și Malariei, a fost finanțată parțial de Bono. Campania ONE, a fost influențată de eforturile și viziunea lui. Bono s-a asociat cu Yahoo! pentru a promova Campania ONE, la redezvoltarea căreia a ajutat Yahoo!.
Spre sfârșitul lui 2005, în urma uraganelor Katrina și Rita, The Edge a contribuit la Music Ruising, o inițiativă de strângere de fonduri pentru muzicienii care își pierduseră instrumentele pe coasta Golfului Mexic. În 2006, U2 a colaborat cu formația punk rock Green Day pentru a înregistra o versiune cover a cântecului „The Saints Are Coming⁠(d)” de The Skids⁠(d) în folosul campaniei Music Rising.
Activismul social al formației U2 și al lui Bono nu au rămas nici necriticate. Unii autori și activiști care publică în ziare de stânga, cum ar fi CounterPunch⁠(d) au deplâns susținerea dată de Bono unor figuri politice cum ar fi Paul Wolfowitz, precum și „paternalismul” său. Alte știri au pus la îndoială eficacitatea campaniei lui Bono pentru ștergerea datoriilor și acordarea de asistență statelor din Africa, 20/20 declarând că „ajutorul extern adesea îmbogățește politicienii, lăsând oamenii de rând în sărăcie”.

## Alte proiecte
Membrii U2 au urmat o serie de proiecte paralele cu contribuția la formație, uneori în colaborare cu o parte din colegi de la U2. În 1985, Bono a înregistrat cântecul „In a Lifetime⁠(d)” cu formația irlandeză Clannad. The Edge a înregistrat un album solo, coloana sonoră a filmului Captive⁠(d) în 1986, pe care cântă și Sinéad O'Connor, cu un an înaintea lansării albumului ei de debut. Bono și The Edge au scris cântecul „She's A Mystery To Me” pentru Roy Orbison, care a apărut pe albumul său din 1989 intitulat Mystery Girl⁠(d). În 1990, Larry Mullen a produs și a participat la scrierea unui cântec pentru echipa națională de fotbal a Irlandei, participantă la Italia '90, cântec intitulat „Put 'Em Under Pressure⁠(d)”, care s-a situat pe primele locuri în clasamentele irlandeze. Împreună cu The Edge, Bono a scris cântecul „GoldenEye” pentru filmul cu James Bond din 1995 GoldenEye, cântec ce a fost interpretat de Tina Turner. Adam Clayton și Larry Mullen, Jr. au lucrat la o versiune proprie a coloanei sonore a filmului Mission: Impossible⁠(d) din 1996. Bono a cântat „Joy” pe albumul lui Mick Jagger din 2001 Goddess in the Doorway⁠(d). Bono a înregistrat o versiune aproape recitată a cântecului lui Leonard Cohen, „Hallelujah” pentru compilația „Tower of Song⁠(d)” din 1995.
Pe lângă colaborările muzicale, formația a lucrat și cu câțiva autori. Scriitorul american William S. Burroughs a apărut în videoclipul U2 pentru „Last Night on Earth” cu puțin timp înainte de a muri. Poezia lui „A Thanksgiving Prayer” a fost folosită în timpul turneului Zoo TV. Printre alți colaboratori se numără William Gibson și Allen Ginsberg. La începutul lui 2000, formația a înregistrat trei cântece pentru coloana sonoră a filmului The Million Dollar Hotel⁠(d), cântece printre care se numără și „The Ground Beneath Her Feet”, scris în colaborare cu Salman Rushdie și motivat de cartea cu același titlu a acestuia din urmă.

## Impactul cultural

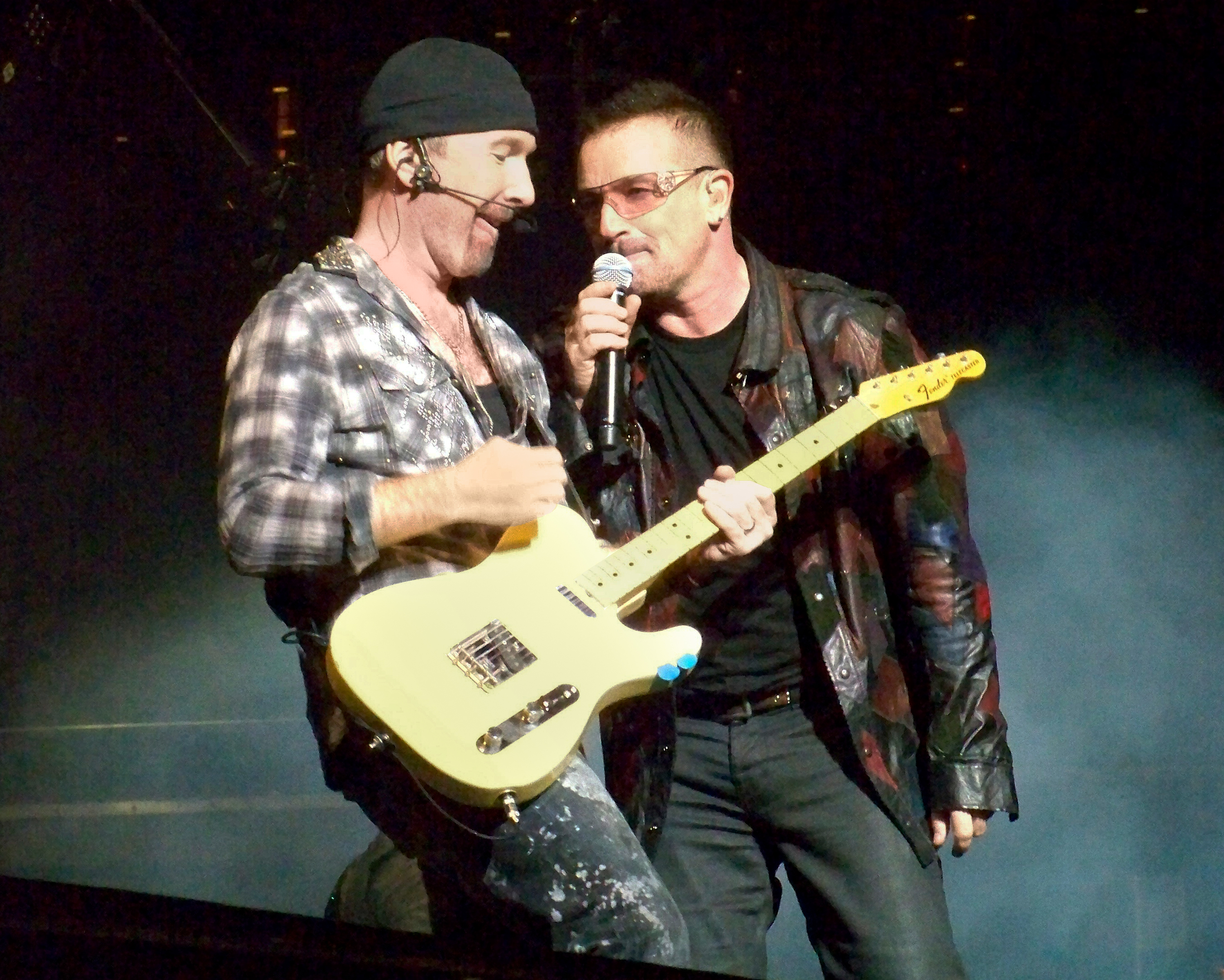
Rolling Stone i-a considerat pe The Edge și pe Bono între cei mai buni chitariști, respectiv vocaliști.

U2 au vândut peste 150 de milioane de discuri, fiind între cei mai bine vânduți artiști din istoria muzicii. Cu 51,5 milioane de unități certificate de RIAA, U2 sunt pe locul al 21-lea în rândul celor mai bine vânduți muzicieni în SUA. Al cincilea album de studio, The Joshua Tree, este unul dintre cele mai bine vândute albume în Statele Unite (cu 10 milioane de exemplare vândute) și în toată lumea (cu 25 milioane de exemplare vândute). Forbes estimează că U2 a câștigat 78 de milioane de dolari între mai 2011 și mai 2012, ajungând astfel pe locul al patrulea între artiștii muzicieni cu cel mai mare succes financiar. Sunday Times Rich List 2013⁠(en)[traduceți] a estimat averea colectivă a formației la 632.535.925 de euro.
Rolling Stone clasează U2 pe locul 22 în lista „Cei mai mari 100 de artiști ai tuturor timpurilor”, și pe Bono pe locul 32 între cei mai mari cântăreți iar pe The Edge pe locul 38 între cei mai mari chitariști. În 2004, Q⁠(en)[traduceți] a clasat U2 pe locul patru într-o listă bazată pe vânzările de albume, pe timpul petrecut în topurile britanice, și pe cel mai numeros public la un concert individual sau ca artist principal. Un sondaj efectuat între cititorii Q în 2011 arăta că aceștia consideră U2 ca cel mai bun spectacol al ultimilor 25 de ani. VH1 plasează U2 pe locul 19 în lista de „Cei mai mari 100 de artiști ai tuturor timpurilor” alcătuită în 2010. În același an, opt dintre cântecele U2 au apărut în lista actualizată a revistei Rolling Stone cu „cele mai importante 500 de cântece ale tuturor timpurilor”, „One” fiind plasat pe cea mai înaltă poziție, locul 36. Cinci dintre cele douăsprezece albume de studio au fost incluse de aceeași revistă în 2012 în lista „celor mai importante 500 de albume din toate timpurile”—The Joshua Tree fiind pe cel mai înalt loc, al 26-lea. Reflectând la popularitatea formației și la impactul la nivel mondial, Jeff Pollack⁠(en)[traduceți] afirma pentru The Huffington Post: „ca și The Who înaintea lor, U2 a scris cântece despre lucruri importante și au căpătat rezonanță în rândul ascultătorilor”.
U2 a câștigat primul premiu Grammy pentru The Joshua Tree în 1988, în total primind 22 de premii Grammy, aflându-se la egalitate cu Stevie Wonder într-un clasament al artiștilor contemporani cu cele mai multe Grammy-uri. Printre premiile obținute se numără cel pentru cel mai bun duo sau grup rock, albumul anului, discul anului, cântecul anului și cel mai bun album rock. British Phonographic Industry⁠(d) a premiat U2 cu șapte premii BRIT, dintre care cinci pentru cel mai bun grup internațional. În Irlanda, U2 a câștigat 14 premii Meteor de când a început acest premiu să fie decernat, în 2001. Printre alte premii se numără un AMA, patru MTV Video Music Awards, zece premii Q, două premii Juno, trei premii NME, și un Glob de Aur. Formația a fost introdusă în Rock and Roll Hall of Fame la începutul lui 2005. În 2006, toți cei patru membri ai formației au primit premii ASCAP⁠(en)[traduceți] pentru compunerea cântecelor „I Still Haven't Found What I'm Looking For”, și „Vertigo”.

## Discografie
Discografia U2 este compusă din douăsprezece albume de studio, șapte albume live, cinci compilații, cincizeci și opt discuri single, și șapte discuri EP. Mai multe dintre discurile single ale formației au adus formației premii Grammy și câteva melodii, printre care „One” și „With or Without You” au fost incluse de revista Rolling Stone într-un clasament al celor mai bune 500 de cântece din toate timpurile.
Albumele de studio ale U2 sunt următoarele, în ordinea datei lansării:
| - Boy (1980) - October (1981) - War (1983) - The Unforgettable Fire (1984) - The Joshua Tree (1987) - Rattle and Hum (1988) - Achtung Baby (1991) | - Zooropa (1993) - Pop (1997) - All That You Can't Leave Behind (2000) - How to Dismantle an Atomic Bomb (2004) - No Line on the Horizon (2009) - Songs of Innocence⁠(d) (2014) - Songs of Experience⁠(d) (2017) - Songs of Surrender⁠(d) (2023) |